# Gagat

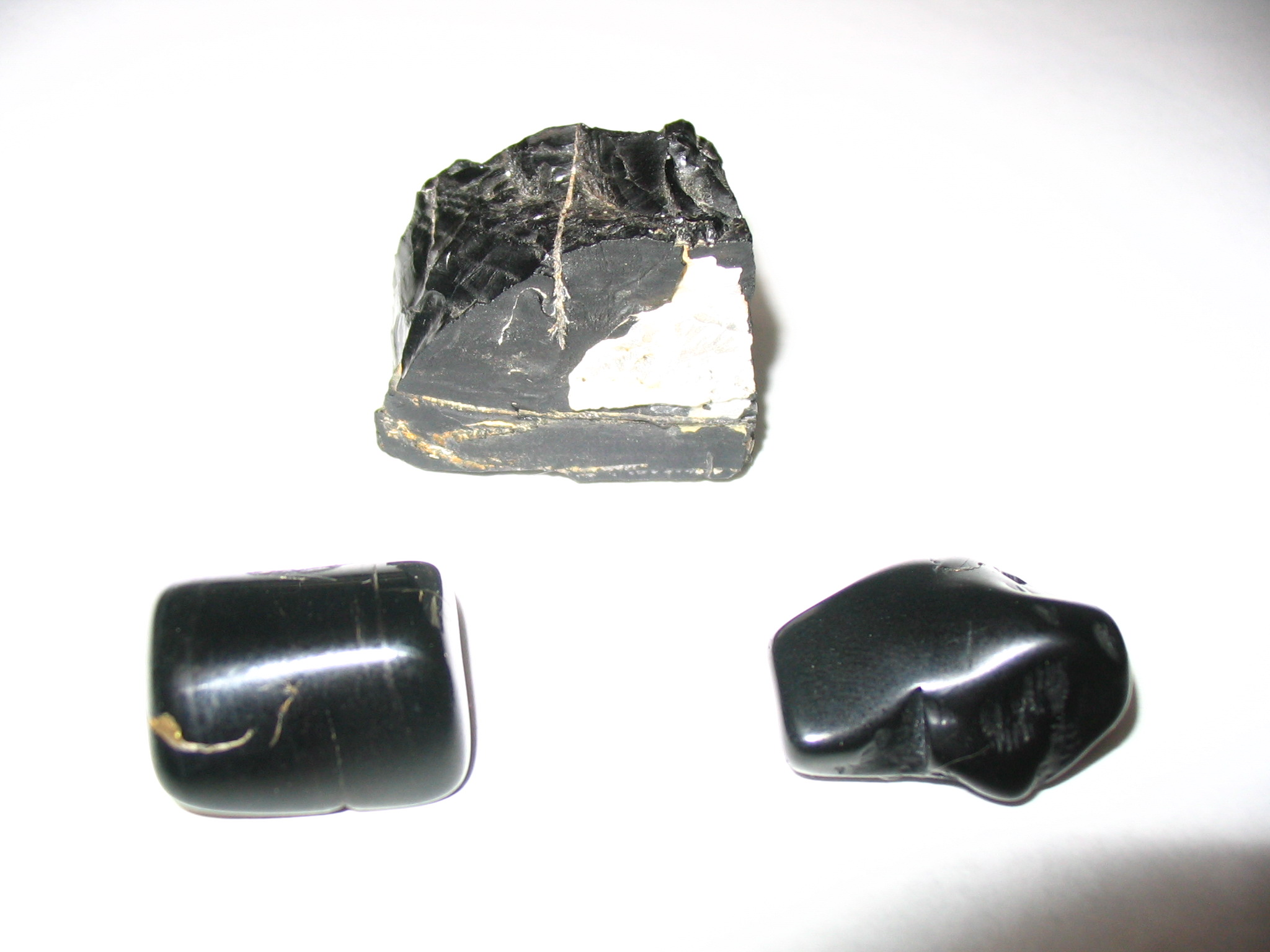
Gagat aus Holzmaden, Baden-Württemberg

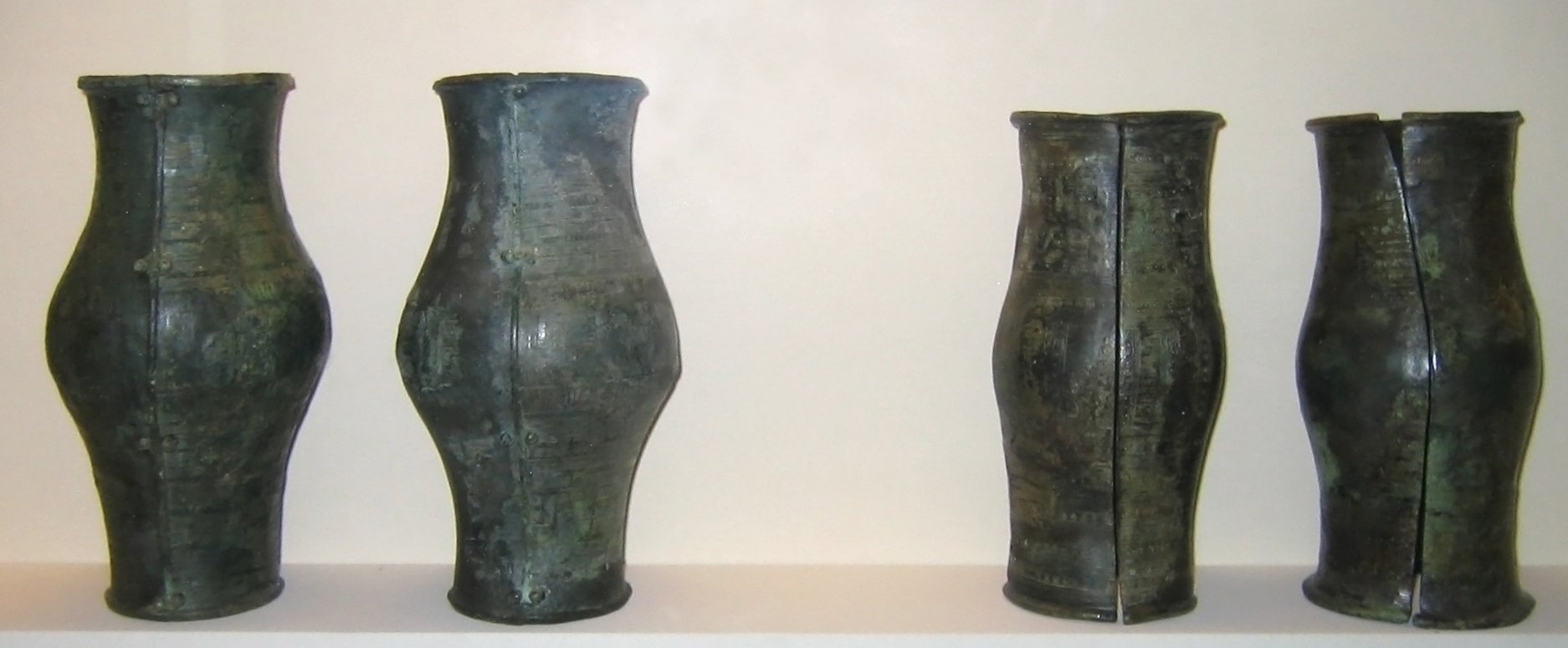
Tonnenarmbänder aus Gagat und Bronze

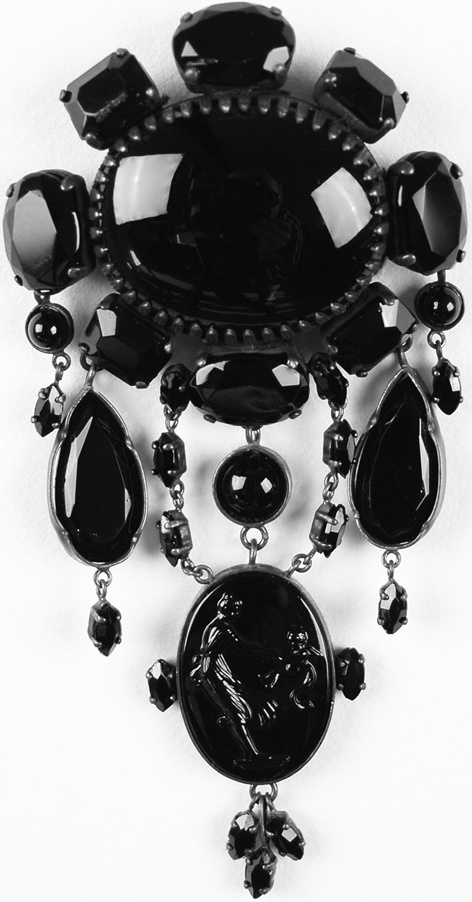
Trauerschmuck aus Gagat

Gagat – auch Jett oder Pechkohle genannt – ist durch Humusgel oder Bitumen imprägniertes tiefschwarzes fossiles Holz, das sich in einem Übergangsstadium von der Braunkohle zur Steinkohle befindet. Bei Schmuck wird heute noch oft auch die Schreibweise Jet benutzt.

## Wortherkunft
Der deutsche Name Gagat (lateinisch Lapis gagatis oder griechisch-lateinisch Γαγάτης Gagates) leitet sich von einer kleinasiatischen Fundstelle in der Nähe des Flusses und der Stadt Gagas in Lykien (Türkei) ab. Vermutlich beruht auch die englische und die französische Bezeichnung (jet bzw. jais) auf dieser Wortverwandtschaft. Er wird auch als Jet(t) oder Schwarzer Bernstein bezeichnet. Letztgenannte Bezeichnung geht auf die irrige, sich aber über einen langen Zeitraum hartnäckig haltende Annahme verschiedener Autoren früherer Jahrhunderte zurück, Gagat sei gleichen Ursprungs wie Bernstein. Gleichermaßen irreführend ist die Bezeichnung Olti-Bernstein für Gagat aus der türkischen Provinz Erzurum. Weitere, teils veraltete Synonyme sind Gayet oder Jayet, Pechkohle, Schwarzstein, Agtstein, Ambranoir und Witwenstein sowie Succinum nigrum und Gagatit.

## Entstehung und Eigenschaften
Gagat wird oftmals als Sapropelit bezeichnet. Tatsächlich handelt es sich bei Sapropeliten aber ganz allgemein um versteinerte Faulschlammsedimente, die sich in Flachgewässern gebildet haben, während Gagat das Ergebnis von unter Luftabschluss (im Faulschlamm) lithifiziertem Holz ist, das häufig von einer großen jurassischen Schuppentannenart (Araucaria) stammt. Die Dichte von Gagat beträgt 1,23 g/cm³ (bei Schloßmacher 1,33 g/cm³). Aufgrund seiner chemischen Zusammensetzung (C,O,H,N) gehört er zu den Kohlegesteinen. Die Mohs’sche Härte des amorphen Materials liegt zwischen 2,5 und 4, sein Bruch ist muschelig, die Strichfarbe braun bis schwarz. Wie Bernstein lädt sich auch Gagat elektrostatisch auf, wenn er gerieben wird. Wegen seines samtartigen Fettglanzes, der durch Polieren noch gesteigert werden kann, wird Gagat, wie bereits in der späten Hallstattzeit, auch als Schmuckstein verwendet.

## Geschichte und Vorkommen
Wegen seines Glanzes und der leichten Schnitzbarkeit wurde Gagat schon in vorgeschichtlicher Zeit zu Schmuck verarbeitet, so etwa in der späten Hallstattzeit und frühen Latènezeit Süddeutschlands. Auch die kleinen stilisierten Frauenfiguren des Magdalénien sind Schmuckanhänger. Am Petersfels wurden diese Venusstatuetten aus Gagat in großer Anzahl hergestellt. Erst 1990 hat man in der gleich alt datierten Fundstelle Monruz am Neuenburgersee in der Schweiz fast identische Gagatfigürchen entdeckt. Gagatgehänge (Dame von Monteloup) später auch mit Bernsteinschiebern sind bekannt. Die Römer stellten Schmuck, Spinngeräte (Spinnwirtel und Spinnrocken) sowie Amulette aus Gagat her. Ab dem Mittelalter fertigte man in Europa daraus Trauerschmuck und Rosenkränze.
Plinius der Ältere schrieb dem Gagat heilende Eigenschaften zu. So bewahre er vor dem bösen Blick, vertreibe Schlangen, heile Hysterie und Zahnschmerzen, besiege die Epilepsie und helfe bei der Feststellung der Jungfernschaft. In der Edelsteintherapie gilt Gagat als Trauerstein.
Zum Ende des 19. Jahrhunderts, zur Blütezeit der Jett-Mode, als die Vorkommen seltener wurden, wurde auch Ebonit, ein Hartgummi, als Gagat-Ersatz verwendet. Das Hauptvorkommen lag zu dieser Zeit an der englischen Nordküste nahe der Hafenstadt Whitby. Weitere Vorkommen gibt es in der spanischen Region Asturien (Villaviciosa), Südfrankreich, Österreich (Gams bei Hieflau und im Reichraminger Hintergebirge – Am Sandl) und in Württemberg. Das Vorkommen bei Whitby ist geologisch dem Lias (Schwarzer Jura) zuzurechnen. An der nahen Steilküste wird noch heute Gagat gefunden. Jedoch lassen sich nicht alle Vorkommen dem Jura zuordnen (sh. z. B. Bechtel et al.).
Die spanischen Funde gingen zu einem großen Teil an die Zunft der Gagatschnitzer von Santiago de Compostela (Cofradía de los azabacheros de Santiago), die neben Schmuck und Devotionalien daraus Pilgerzeichen und Andenken in Form von Jakobsmuscheln oder der sogenannten Santiago-Fica, die als Abwehr gegen den bösen Blick galt, herstellten. Die Konzentration der Gagatschnitzer um einen Platz an der Kathedrale von Santiago de Compostela ist bis heute in dessen Namen Plaza de Azabache oder Azabachería (Gagatplatz) erhalten.

## Imitationen
Da Gagat dem seltenen Onyx ähnelt, wird er teilweise als Grundstoff für Imitationen desselben verwendet. Mittlerweile dienen jedoch vermehrt gefärbter Achat und Schörl als Imitatgrundlage für Onyx und auch für den Gagat, da dieser durch seine geringe Mohshärte von 2,5 bis 4 sehr anfällig für Beschädigungen (vor allem Kratzer) ist.
Verwechselt und imitiert werden kann Gagat auch mit Anthrazitkohle, Asphalt, Kännel- bzw. Sapropelkohle sowie gefärbtem Glas, Hartgummi und Kunststoff.